# Wang Lin
Wang Lin (chinesisch 王琳, * 30. März 1989 in Hangzhou, Volksrepublik China) ist eine chinesische Badmintonspielerin.

## Karriere
2010 gewann Wang Lin bei der Weltmeisterschaft in Paris den Titel. Sie setzte sich im Finale gegen ihre Landsfrau Wang Xin mit 21:11, 19:21, 21:13 durch. 2008 war sie bei den Super Series Turnieren Denmark Open und den French Open erfolgreich. Bereits als Jugendspielerin erzielte sie große Erfolge, sie gewann die Weltmeisterschaft 2007 sowie den Titel bei der Asienmeisterschaft 2005. Ein Jahr später siegte sie bereits bei den Erwachsenen bei den China Masters. 2007 erlitt Wang Lin eine schwere Knieverletzung im Spiel gegen Maria Febe Kusumastuti, deren Heilung rund 6 Monate dauerte.
Am 14. Juni 2013 gab Wang Lin ihren Rücktritt aus dem Nationalkader bekannt.

## Sportliche Erfolge
| Saison | Veranstaltung                   | Disziplin   | Platz | Name                 |
| ------ | ------------------------------- | ----------- | ----- | -------------------- |
| 2005   | Asienmeisterschaft der Junioren | Dameneinzel | 1     | Wang Lin             |
| 2006   | China Masters                   | Dameneinzel | 1     | Wang Lin             |
| 2007   | Weltmeisterschaft der Junioren  | Dameneinzel | 1     | Wang Lin             |
| 2007   | Universiade                     | Dameneinzel | 3     | Wang Lin             |
| 2007   | Universiade                     | Damendoppel | 3     | Wang Lin / Zhang Dan |
| 2008   | Denmark Open                    | Dameneinzel | 1     | Wang Lin             |
| 2008   | French Open                     | Dameneinzel | 1     | Wang Lin             |
| 2008   | China Masters                   | Dameneinzel | 2     | Wang Lin             |
| 2008   | China Open                      | Dameneinzel | 3     | Wang Lin             |
| 2009   | China Masters                   | Dameneinzel | 2     | Wang Lin             |
| 2009   | Indonesia Open                  | Dameneinzel | 2     | Wang Lin             |
| 2009   | Singapur Open                   | Dameneinzel | 3     | Wang Lin             |
| 2010   | Weltmeisterschaft               | Dameneinzel | 1     | Wang Lin             |